# Satz von Mertens (Zahlentheorie)
Unter dem Satz von Mertens, benannt nach dem Mathematiker Franz Mertens, versteht man im  mathematischen Teilgebiet der analytischen Zahlentheorie eine Reihe von Aussagen über das asymptotische Verhalten von Reihen, die aus Kehrwerten der Primzahlen gebildet sind.

## Definitionen
Zur Formulierung der Aussagen erinnern wir zunächst an die O-Notation, mit dem das Wachstum von Funktionen {\displaystyle f,g:[K;+\infty )\rightarrow \mathbb {R} } (mit der Hilfe von einer Funktion {\displaystyle h:[K;+\infty )\rightarrow \mathbb {R} _{*}^{+}} und wo {\displaystyle K} eine Konstante ist), verglichen werden kann. So schreibt man, {\displaystyle f(x)=g(x)+O(h(x))}, falls es eine Konstante {\displaystyle C>0} und ein {\displaystyle x_{0}>0} gibt, so dass {\displaystyle |f(x)-g(x)|\leq C\cdot h(x)} für alle {\displaystyle x>x_{0}}. Die in den Formeln von Mertens auftretenden Funktionen sind der natürliche Logarithmus {\displaystyle \log }, die mit {\displaystyle \Lambda } bezeichnete Mangoldt-Funktion sowie die Tschebyschow-Funktion
{\displaystyle \psi (x)=\sum _{n\leq x}\Lambda (n)=\sum _{p^{n}\leq x}\log p}.
Dabei durchläuft {\displaystyle p} alle Primzahlen und {\displaystyle n} alle natürlichen Zahlen; summiert wird nur über solche {\displaystyle n} bzw. {\displaystyle n} und {\displaystyle p}, für die die jeweils unter dem Summenzeichen angegebene Bedingung erfüllt ist. Von dieser Kurzschreibweise wird auch in den nun vorgestellten Formeln Gebrauch gemacht.

## Die Formeln von Mertens
Für die oben genannten Funktionen gelten folgende Beziehungen.
{\displaystyle (1)\quad \sum _{n\leq x}{\frac {\Lambda (n)}{n}}=\log x\,+\,O(1).}
{\displaystyle (2)\quad \sum _{p\leq x}{\frac {\log p}{p}}=\log x\,+\,O(1).}
{\displaystyle (3)\quad \int _{1}^{x}{\frac {\psi (t)}{t^{2}}}\mathrm {d} t=\log x\,+\,O(1).}
Es gibt eine Konstante {\displaystyle M}, so dass
{\displaystyle (4)\quad \sum _{p\leq x}{\frac {1}{p}}=\log \log x+M\,+\,O\left({\frac {1}{\log x}}\right).}
{\displaystyle M} ist die Meissel-Mertens-Konstante und es gilt:
{\displaystyle M=\lim _{n\to \infty }\left(\sum _{p\in \mathbb {P} }^{n}{\frac {1}{p}}-\log \log n\right)=\gamma +\sum _{p\in \mathbb {P} }\left[\log \left(1-{\frac {1}{p}}\right)+{\frac {1}{p}}\right]=\gamma +\sum _{k=2}^{\infty }{\frac {\mu (k)}{k}}\log \zeta (k).}
Hierbei bezeichnet {\displaystyle \gamma =0,5772156649...} die Euler-Mascheroni-Konstante und es gilt
{\displaystyle (5)\quad \lim _{x\to \infty }\log x\prod _{p\leq x}\left(1-{\frac {1}{p}}\right)=e^{-\gamma }.}

## Bemerkungen
Die originalen Formeln von Mertens sind (2), (4) und (5). Mertens nennt weniger präzise Versionen von (4) und (5) "Merkwürdige Formeln" von Legendre.
Dass die Reihe der Kehrwerte aller Primzahlen divergiert (wie {\displaystyle \log \log x}), war von Euler bekannt. Die Formel (4) beschreibt präzise, wie schnell diese Reihe gegen unendlich divergiert. Die letzte Formel ist eine Folgerung daraus, wie im angegebenen Lehrbuch von Hardy und Wright gezeigt wird. Die Formeln wurden erstmals 1874 von Franz Mertens bewiesen. Die Formel (4) war von Tschebyschow erkannt, aber sein Beweis verwendete die Legendre-Gauss Vermutung, die erst im Jahre 1896 gezeigt werden konnte, und die danach als Primzahlsatz bekannt wurde. Mertens jedoch verwendete keine (im Jahre 1874) unbewiesene Vermutung. Sein Beweis ist aus zwei Gründen bemerkenswert. Mertens hatte die Idee, erst (2) zu beweisen, wobei (4) relativ leicht folgt. Zweitens wissen wir jetzt, dass die Formel (4) "fast" äquivalent mit dem Primzahlsatz ist: in der Tat ist dieser gleichwertig mit
{\displaystyle (4')\quad \sum _{p\leq x}{\frac {1}{p}}=\log \log x+C\,+\,o\left({\frac {1}{\log x}}\right).}